# Langtang (Rasuwa)
Langtang (en népalais : लाङटाङ) est un comité de développement villageois du Népal situé dans le district de Rasuwa. Au recensement de 2011, il comptait 415 habitants.

## Séisme de 2015
Le village de Langtang a presque été entièrement détruit lors du séisme de 2015 au Népal.